# Park Hye-su
Park Hye-su (Hangul: 박혜수; Hanja: 朴惠秀) es una actriz y cantante surcoreana.

## Carrera
Es miembro de la agencia Santa Claus Entertainment.
Participó en el K-pop Star 4. 
Saltó a la fama por su papel en Age of Youth (también conocida como "Hello, My Twenties!").
Obtuvo su primer papel protagonista en Introverted Boss.
En 2020 interpretó en la película Samjin Company English Class el papel de Shim Bo-ram, una empleada del departamento de contabilidad de una empresa que para ascender en ella se inscribe a un curso de inglés con dos compañeras y acaba investigando sobre un caso de corrupción en la misma empresa.
El 21 de enero de 2021 la agencia de Park Hye-su desmintió que a la actriz se le hubiera ofrecido un papel de protagonista en la serie Soul Marriage.
También en 2021 se espera que aparezca como parte del elenco principal de la serie Dear.M donde interpretará a Ma Joo-ah. La serie estaba originalmente programada para estrenarse el 26 de febrero en el canal público KBS, pero la emisión fue pospuesta después de que aparecieran acusaciones contra la actriz, por estar presuntamente involucrada en episodios de acoso escolar cuando era estudiante. Park negó todas las acusaciones y anunció medidas legales contra sus responsables. La actriz denunció efectivamente a los autores de publicar esa información que calificó de difamatoria.

## Filmografía

### Películas
| Año  | Título                       | Rol          | Notas        |
| ---- | ---------------------------- | ------------ | ------------ |
| 2016 | Will You Be There?           | Soo-a        | [ 10 ]       |
| 2018 | Swing Kids                   | Yang Pan-rae | [ 11 ]       |
| 2020 | Samjin Company English Class | Shim Bo-ram  | [ 6 ] [ 12 ] |

### Series
| Año       | Título                     | Rol              | Red     | Notas         |
| --------- | -------------------------- | ---------------- | ------- | ------------- |
| 2015      | Yong-pal                   | Kim So-hyun      | SBS     | [ 13 ]        |
| 2016-2017 | Age of Youth               | Yoo Eun-jae      | JTBC    |               |
| 2017      | Saimdang, Memoir of Colors | Saimdang (joven) | SBS     | [ 14 ] [ 15 ] |
| 2017      | Introverted Boss           | Chae Ro-woon     | tvN     |               |
| 2021-     | Dear.M                     | Ma Joo-ah        | KBS 2TV | [ 16 ]        |
| 2021-     | Red Cuff of the Sleeve     | Im Sung-deok     | MBC     |               |

### Espectáculo de variedades
| Año       | Título              | Red | Notas                                                        |
| --------- | ------------------- | --- | ------------------------------------------------------------ |
| 2014-2015 | K-pop Star 4        | SBS | Concursante                                                  |
| 2017      | King of Mask Singer | MBC | Concursante como "Never-ending Merry-go-round" (episodio 93) |

### Vídeos musicales
| Año  | Título                | Artista |
| ---- | --------------------- | ------- |
| 2016 | 문 열어봐 (Here I am) | Yesung  |

## Discografía

### Sencillos
| Título                                            | Año  | Posición en listas | Posición en listas | Ventas                                | Álbum |
| Título                                            | Año  | KOR Gaon           | US World           | Ventas                                | Álbum |
| ------------------------------------------------- | ---- | ------------------ | ------------------ | ------------------------------------- | ----- |
| "Love Song" (Yook Sung-jae featuring Park Hye-su) | 2015 | —                  | —                  | Who Are You: School 2015 OST Parte. 8 |       |
| "Remember Me Only"                                | 2015 | —                  | —                  | Yong Pal OST                          |       |
| "Sad Fate"                                        | 2016 | —                  | —                  | Lucky Romance ost                     |       |

## Premios y nominaciones
| Año  | Premio                      | Categoría                   | Nominación                   | Resultado | Ref.          |
| ---- | --------------------------- | --------------------------- | ---------------------------- | --------- | ------------- |
| 2016 | 1 Asia Artist Awards        | Premio Rookie               | Age of Youth                 | Ganadora  | [ 17 ]        |
| 2017 | 53rd Baeksang Arts Award    | Actriz popular (television) | Age of Youth 2               | Nominada  |               |
| 2020 | 41st Blue Dragon Film Award | Mejor actriz de reparto     | Samjin Company English Class | Nominada  | [ 18 ] [ 19 ] |